# Snæfjöll
Snæfjöll är en bergskedja i republiken Island. Den ligger i regionen Västfjordarna, 230 km norr om huvudstaden Reykjavík.